# Il vigile
Il vigile és una pel·lícula italiana del 1960, dirigida per Luigi Zampa i protagonitzada per Alberto Sordi. Va recaptar 969.259.000 lires en aquell moment.
És l'última pel·lícula de Mario Riva, que va morir poc després del rodatge.

## Argument
A la ciutat de Viterbo, l'aturat veterà de la Segona Guerra Mundial Otello Celletti aconsegueix contractar-se com a policia de trànsit motoritzat municipal, gràcies a un fet fortuït (el seu fill va salvar el fill d'un regidor de l'ofegament) i la seva insistència obsessiva amb l'alcalde.
La importància i l'autoritat del nou uniforme li donen l'oportunitat de venjar-se de les burles que ha patit i de desfogar totes les seves ambicions reprimides, tot i que la seva actuació laboral segueix sent mediocre. Tanmateix, el destí reserva una gran i inesperada oportunitat per a Otello: un dia és cridat per ajudar un motorista especial que s'ha avariat, ni més ni menys que la famosa actriu Sylva Koscina (en el paper d'ella mateixa).
L'Otello acudeix en socors de l'actriu i no perd l'oportunitat de coquetejar amb ella, tant que li perdona la multa per no tenir Permís de conduir i documents de trànsit. A continuació, l'actriu parla de l'episodi a la televisió durant un episodi de Il Musichiere, despertant la ira de l'alcalde que, després de ser cridat pel prefecte, decideix increpar Otello per no haver complit amb el seu deure.
Otello s'ho pren literalment i comença a semblar inflexible i zelós; uns quan uns dies després atura el cotxe del mateix alcalde per excés de velocitat, el multa malgrat les protestes vehements d'aquest, creient que és una prova per posar a prova la seva imparcialitat. L'alcalde, però, enfurismat perquè tot el tema de la multa l'ha compromès amb la seva dona en revelar la seva relació clandestina, l'endemà el fa traslladar a la gossera municipal. Sorgeix un escàndol, en el qual la història és explotada amb finalitats polítiques pels monàrquics que fan d'Otello el seu futur candidat a les properes eleccions. En el judici posterior, però, Otello es veu obligat a fer marxa enrere i retractar-se de tot, perquè l'alcalde i el seu ajuntament l'amenacen de fer públiques les mancances de la seva família.
L'Otello, reintegrat com a policia, ha après ara quan s'ha de mostrar inflexible i quan és millor deixar-ho anar: un dia torna a veure el cotxe de l'alcalde xiular molt ràpid i té cura de no aturar-lo mentre es dirigeix cap a la famosa "corba de la mort". Uns segons més tard, el cotxe surt de la via cap a un barranc: l'alcalde ferit és rescatat i transportat per una ambulància, escortat per Otello que avança amb la seva motocicleta.

## Repartiment
- Alberto Sordi: Otello Celletti
- Vittorio De Sica: Alcalde
- Sylva Koscina: Com ella mateixa
- Marisa Merlini: Amalia Rospignoli
- Mario Riva: Com ell mateix
- Nando Bruno: Nando
- Mara Berni: Luisa, amant de l’alcalde
- Lia Zoppelli: Esposa de l’alcalde
- Franco Di Trocchio: Remo, fill d’Otello
- Piera Arico: Assuntina Celletti
- Carlo Pisacane: pare d’Otello

## Guió
Tot i que la pel·lícula es va estrenar als cinemes amb la frase clàssica «Qualsevol referència a fets reals és purament casual», en realitat es va inspirar en un esdeveniment informatiu ocorregut el juliol de 1959, és a dir, l'episodi del policia Ignazio Melone que s'havia permès multar l'aleshores comissari de policia de Roma Carmelo Marzano per un avançament prohibit. Aquest últim es va mostrar una mica ressentit i indignat per no haver estat reconegut i, per tant, facilitat pel policia, que fins i tot va arribar a qüestionar la mateixa validesa de la multa, afirmant que la seva maniobra, independentment de la presència del senyal d'avís, no constitueixen un perill en absolut. El mensual Quattroruote (número de setembre de 1959) va fer un reportatge amb fotos i subtítols per reconstruir l'episodi.
Exactament com a la pel·lícula, la inflexibilitat i el rigor moral del policia diligent es van desacreditar més tard pels recents descobriments edificants sobre la seva família, especialment la seva germana, que era prostituta a Milà .

## Rodatge
Els exteriors van ser rodats a Viterbo, a Bagnaia i prop de Frascati, precisament a la via Tuscolana.

## Censura
Per poder distribuir-se a les sales, la comissió de crítica cinematogràfica, presidida pel subsecretari d'Estat Renzo Helfer, va considerar oportú censurar dues escenes: l'escena de l'intercanvi de paraules entre la dona del policia i el seu fill ("Però és una injustícia" "Val més que de petit t'acostumis a les injustícies perquè de gran ja no t'hi acostumaràs") i l'escena en què l'amant de l'alcalde truca amb roba escassa i s'estira al llit, que es va considerar ofensiva a la moral. Aquestes escenes es van restablir només el 2004 després de la restauració per Sky i la Cineteca di Bologna. A la pel·lícula (restaurada) emesa per Rete 4 la tarda del 17 de juliol de 2024, les escenes esmentades no semblen ser-hi.

## Cartells i entrades
A Itàlia, la creació de cartells i entrades va ser encarregada al cartellista Giorgio Olivetti.